# ブリリア・ショートショートシアター

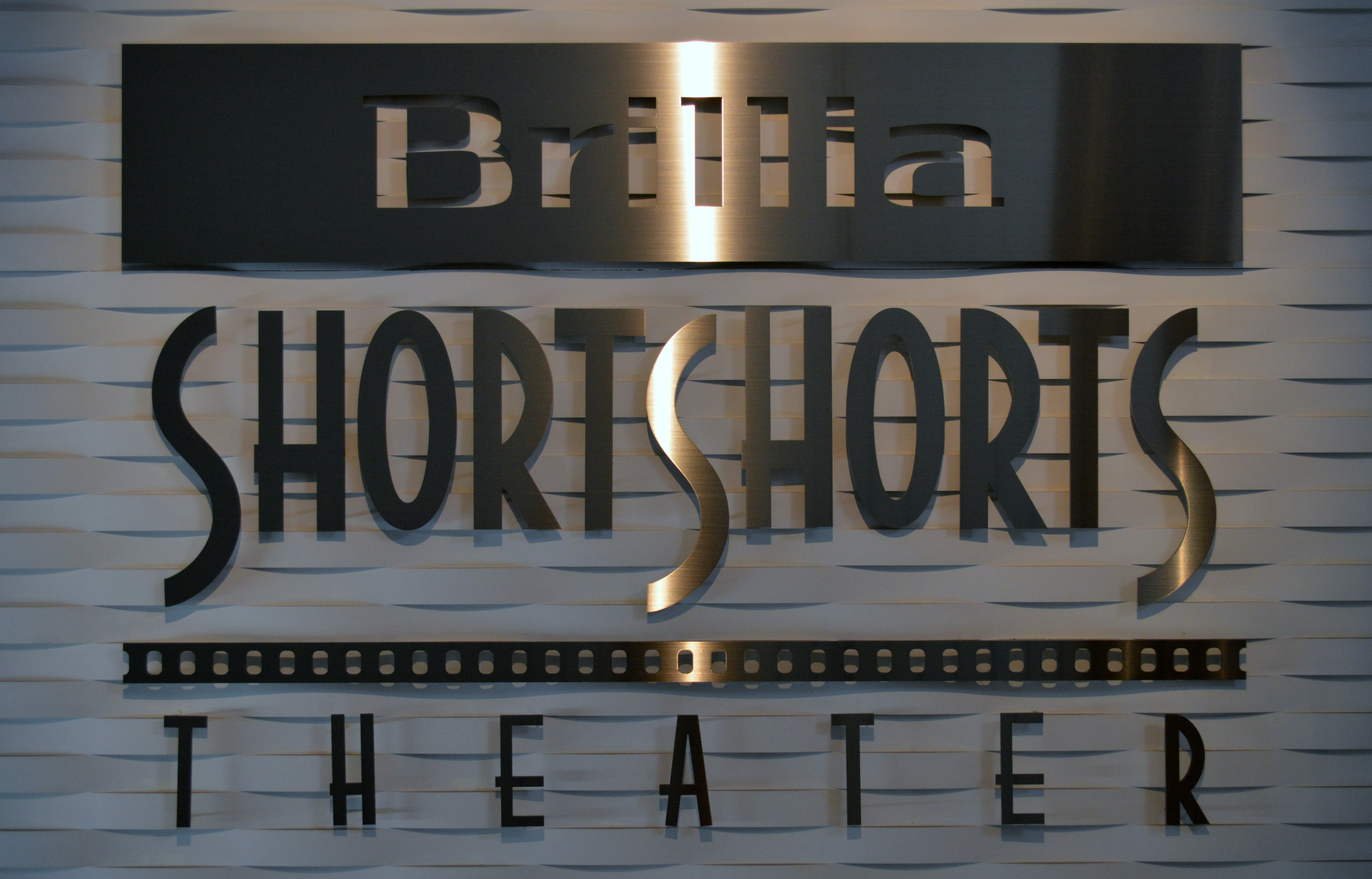
当シアターのロゴ

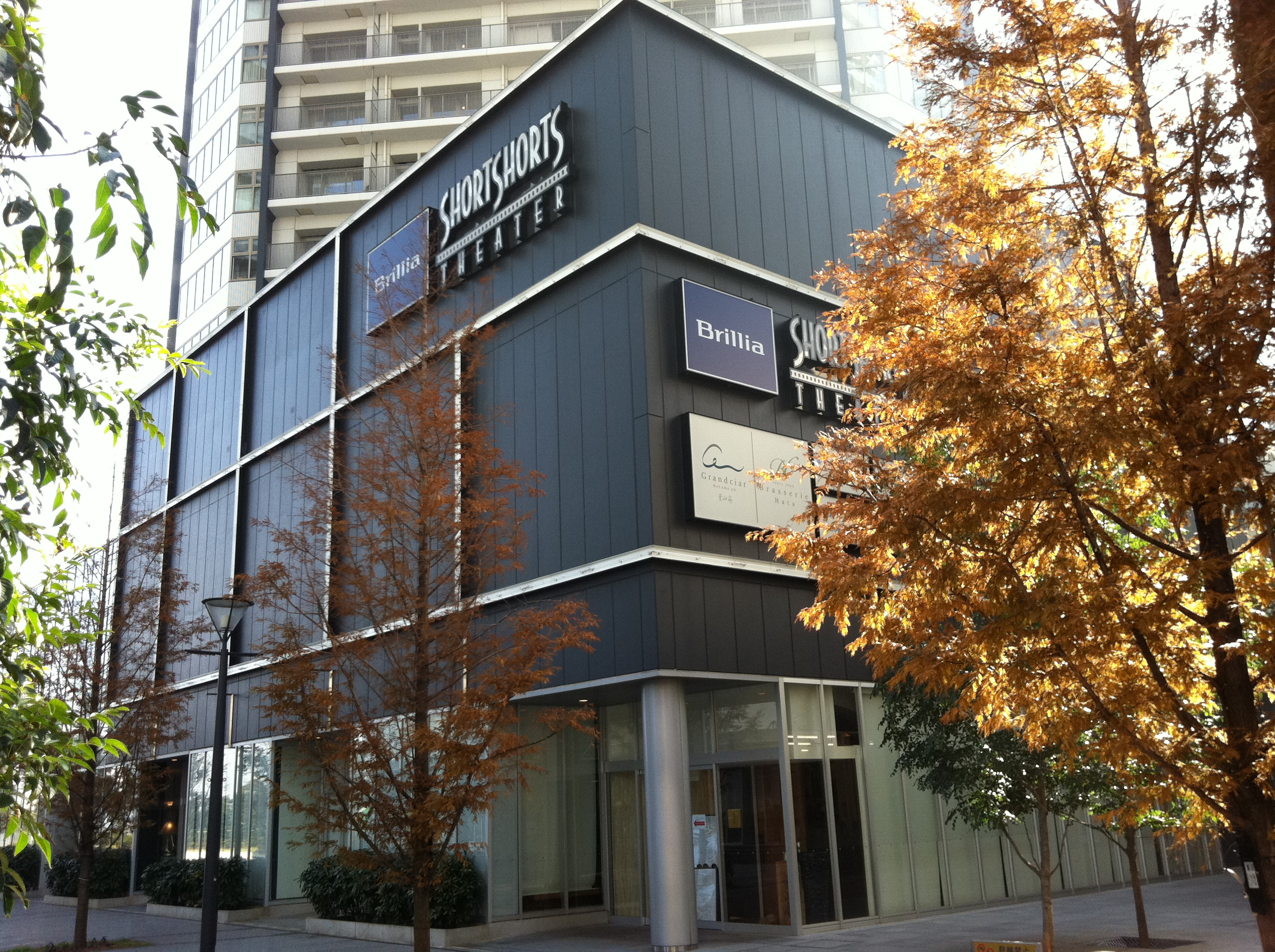
建物外観を別のアングルより

- 横浜みなとみらい21 > Brillia Grande みなとみらい「Filmee」 > ブリリア・ショートショートシアター
- 東京建物 > ブリリア・ショートショートシアター

ブリリア・ショートショートシアター (Brillia SHORTSHORTS THEATER) は、神奈川県横浜市西区みなとみらいにかつて存在した短編映画（ショートフィルム）を専門に上映する商業映画館。俳優の別所哲也が開設し、別所が代表取締役を務めるビジュアルボイスが運営を行っていた。また、様々なイベントなどを行うレンタルシアター・イベントスペースとしても利用可能であった。
2008年2月の開設から約10年間で国内外の様々な作品が上映されてきたが、賃貸借契約期間満了のため2017年12月2日を以て閉館している（詳細は後述）。

## 概要
日本国内初の映画祭と連動した常設短編映画館として、2008年2月14日に横浜みなとみらい・50街区の集合住宅「Brillia Grande みなとみらい」の下層部商業施設、「Filmee」（フィルミー）の2階に開設された。ショートショートフィルムフェスティバルの上映会場の一つとなっていた他、世界中の短編映画を映画祭開催時以外にも随時上映していた。2009年には日米の会場で同時刻・同時スタート上映を行い、各国の代表作品が競い合う短編映画祭「シネリンピック!」（第一回）を開催。2011年には東京国際レズビアン&ゲイ映画祭と連動して、セクシャリティやジェンダーをテーマにした短編映画（レズビアン&ゲイプログラム）も上映した。
また、ホラー短編映画を上映しながらの稲川淳二の怪談ライブイベントや短編映画に関するトークイベント、アニメ「LAST EXILE」全26話一挙上映イベントなど通常の短編映画上映以外にも様々なイベントが行われていた。
開設から約10年で241プログラム（3,000作品以上）の短編映画作品を上映し、延べ約26万人の入館者が訪れたが、定期建物賃貸借契約の期間満了に伴い、2017年12月2日を以て閉館することが決定。閉館までの1ヶ月間（11月1日〜12月2日）は主に「オーディエンス・ベスト・オブベスト プログラム」および「スタッフおすすめベスト プログラム」を上映し、さらに最終日にはスペシャルイベント「ブリリア ショートショート シアター 10 years history & future 〜LiLiCo&別所哲也が語るショートフィルム〜」も開催された。

### 閉館後について
閉館後の2018年2月14日（当館の開設からちょうど10年目）にはオンラインシアターとなる「ブリリア・ショートショートシアター オンライン」が開設されている。また、閉館後の施設利用については映画館設備部分が改装され、2019年7月にライブステージ&スタジオ設備やカフェスペースなどを備えたライブハウス・多目的ホール「横浜みなとみらいブロンテ ライブ (Bronth.LIVE)」が開設されている。

## シアター情報
2017年12月2日の閉館以前の情報を以下に記す。

### 所在地・交通
神奈川県横浜市西区みなとみらい5-3-1 Filmee 2階
- 最寄り駅 - みなとみらい線新高島駅

### 営業日時
- 営業時間 - 10時〜22時
- 休館日 - 火曜日

※その他の曜日でもイベント開催時などは通常上映を中止・縮小する場合もあった。

### 鑑賞料金
通常上映時における1プログラム（約60分）の鑑賞料金
- 大人・学生 - 1000円
- 小人（3歳〜中学生） - 800円
- シニア（60歳以上） - 800円
- ハンディキャップ - 800円（付き添い者一名も同額）
- 特別割引（他の割引との併用不可）
  - 1ペアDAY!（毎週金曜日） - 2人で1500円
  - ショートショートの日（毎月22日） - 2プログラム連続鑑賞1500円

※通常上映では全席指定・完全入れ替え制となっており、チケットのWEB予約（上映2時間前まで）も行っていた。
※この他、各種会員証・カード・クーポン券提示割引、年間パスポートなどのサービスもあった。

## ギャラリー

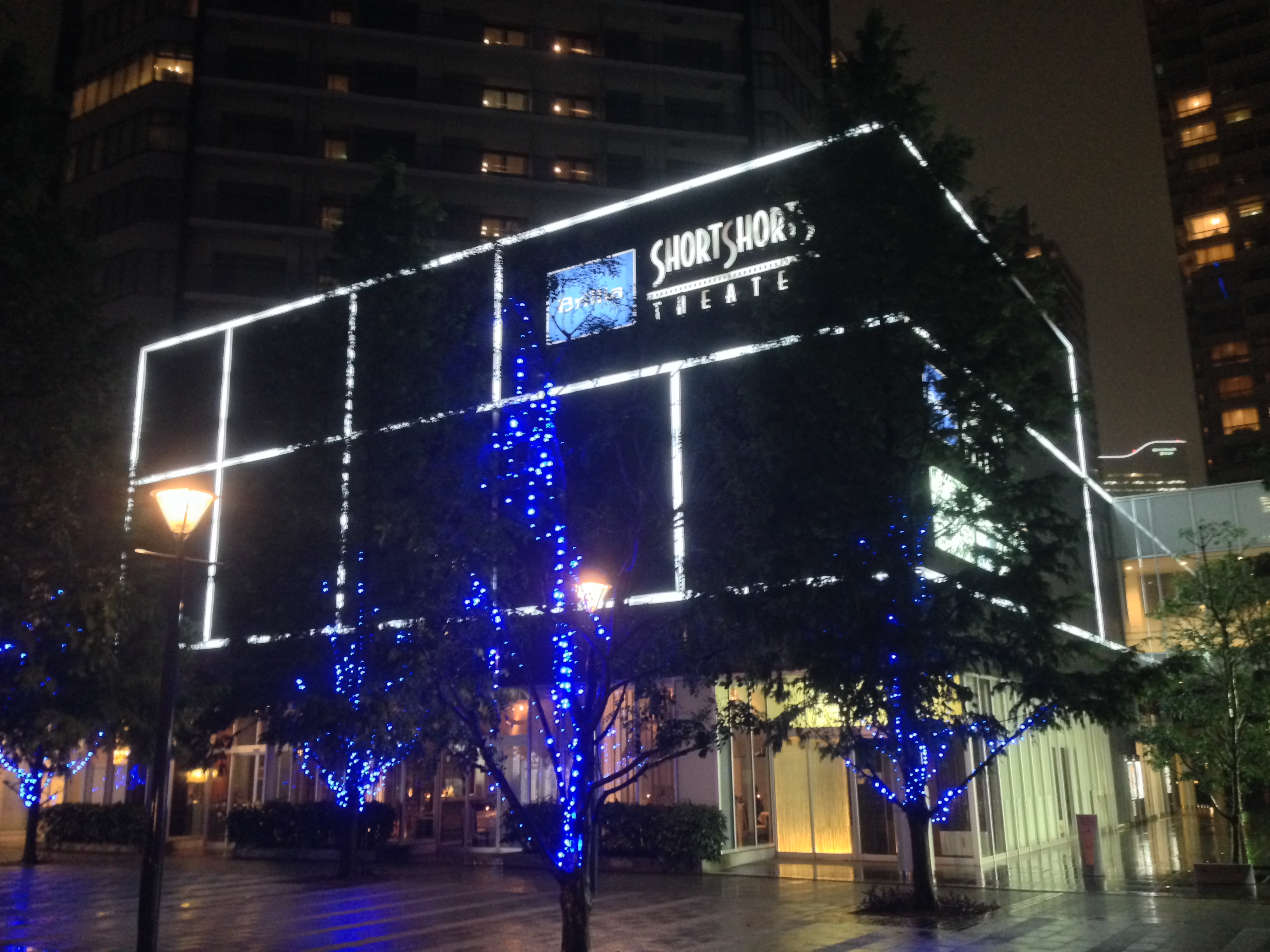
建物外観（夜間ライトアップ）
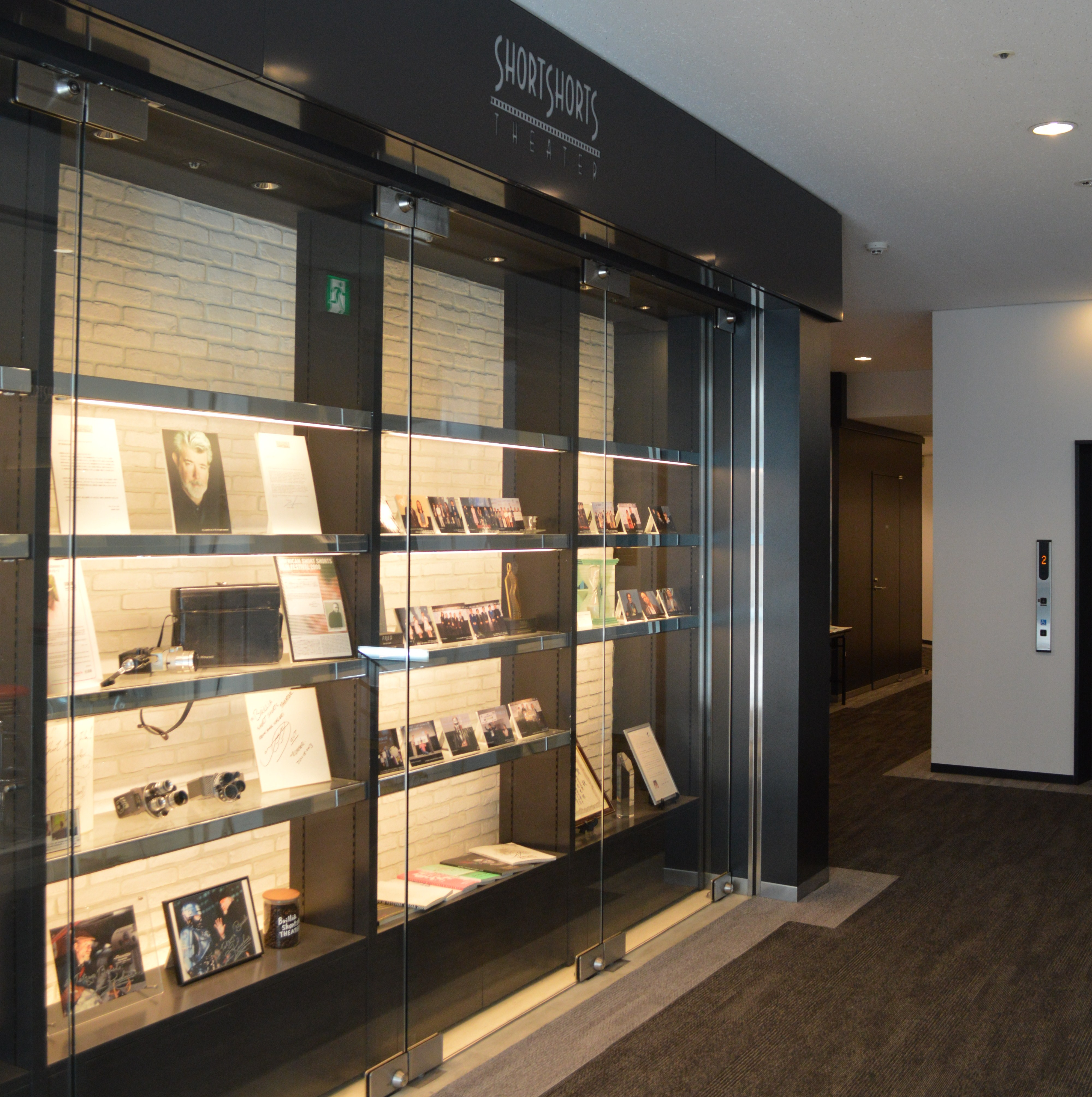
シアター入口横の展示物
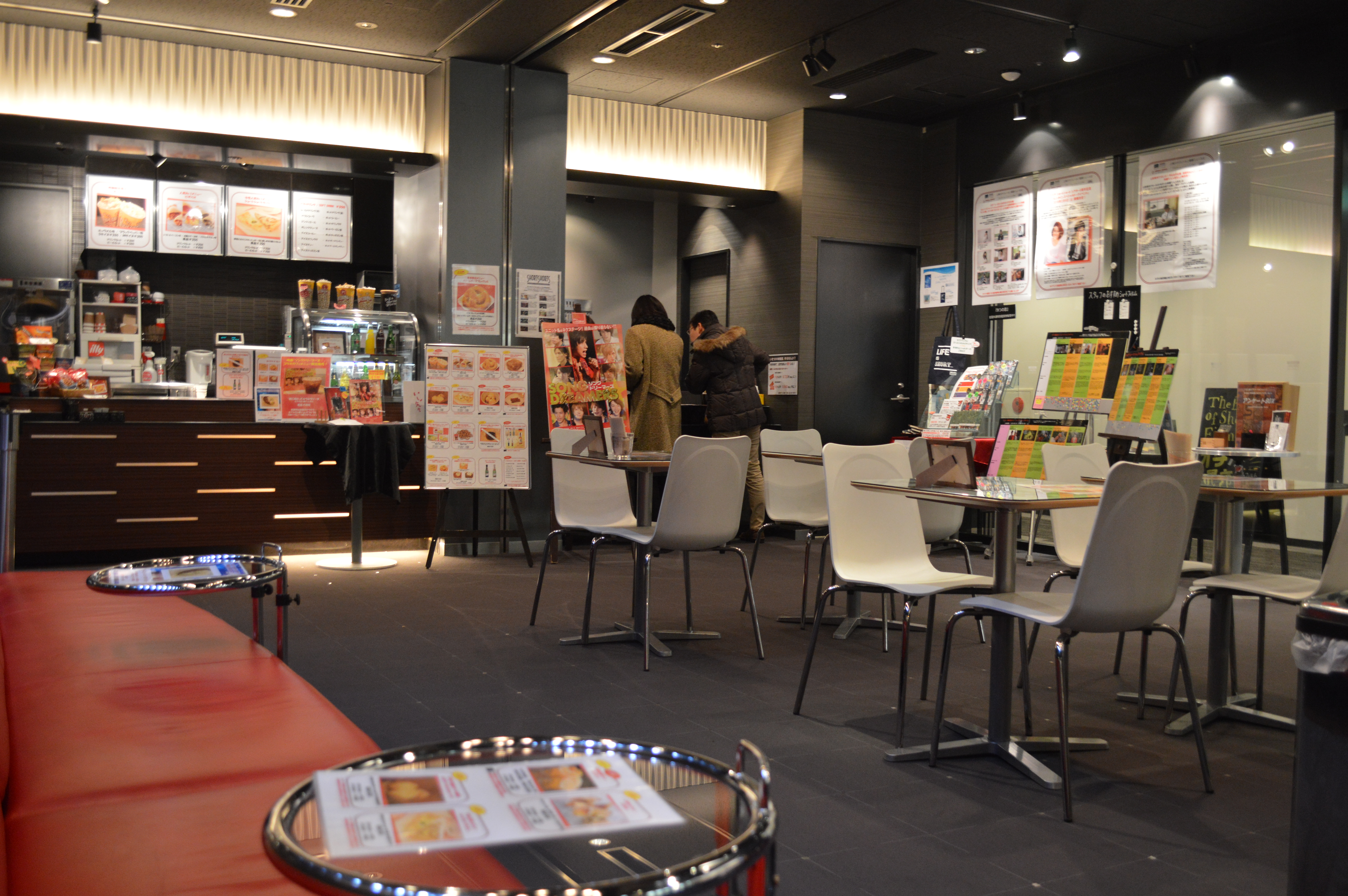
シアターカフェ
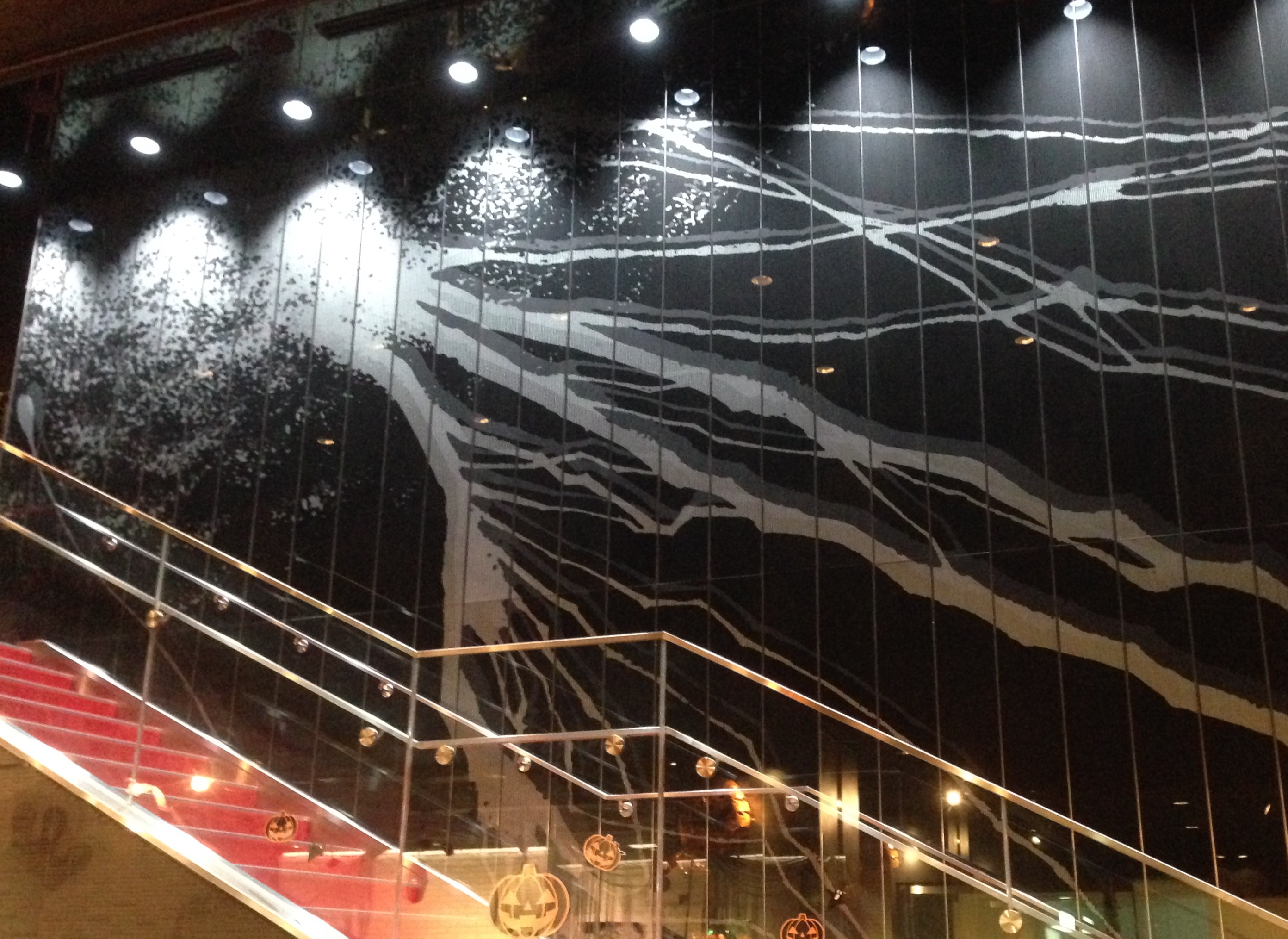
ホワイエ壁面の稲妻をモチーフにしたグラスアート（製作者：野口真里）
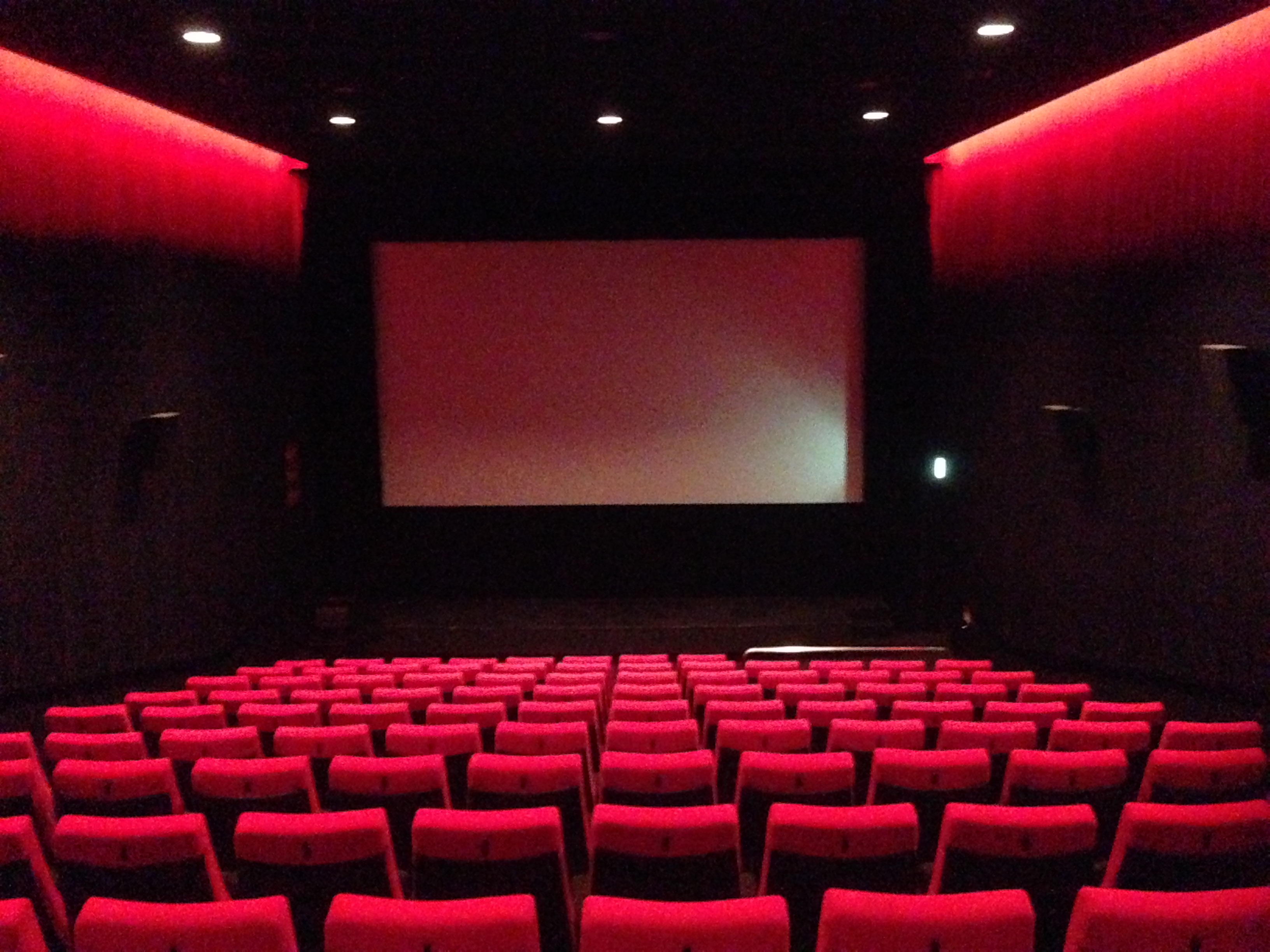
座席とシアタースクリーン

## 収録番組
別所哲也が出演する以下のテレビ番組の収録で、当シアターが使用されている。
- 『Short Shorts TV』（テレビ神奈川にて2008年放送）
- 『ショートストーリーズ』（BS-TBSにて2012年放送）